# 辛同胚
在数学中，一个辛同胚（symplectomorphism）是辛流形范畴中的一个同构。

## 正式定义
具体地，设 (M1, ω1) 与 (M2, ω2) 是辛流形。一个映射
f : M1 → M2
是一个辛同胚如果它是一个微分同胚且 ω2 在 f 下的拉回等于 ω1：
{\displaystyle f^{*}\omega _{2}=\omega _{1}.\,}
辛同胚的例子包括经典力学与理论物理中的典范变换，与任何哈密顿函数相伴的流，余切丛上由流形的微分同胚诱导的映射，以及李群的一个余伴随轨道在一个群元素下的余伴随作用。

## 例子
- {\displaystyle \mathbf {R} ^{n}} 中的平移是辛同胚。

## 流
由定义，辛流形上任何光滑函数给出一个哈密顿向量场，且这样向量场的集合组成辛向量场李代数的一个子代数。一个辛向量场的流的积分是一个辛同胚。因为辛同胚保持辛 2-形式，从而也保持辛体积，于是有哈密顿力学中的刘维尔定理。由哈密顿向量场生成的辛同胚也成为哈密顿辛同胚。
因为
{H,H} = XH(H) = 0，
哈密顿向量场的流也保持 H。在物理学中这解释为能量守恒。
如果一个连通辛流形的第一个贝蒂数等于零，辛向量场与哈密顿向量场重合，所以哈密顿同痕与辛同痕的概念重合。
测地线的方程可以表述为一个哈密顿流。

## （哈密顿）辛同胚群
从一个流形到自身的辛同胚组成一个无限维伪群。相应的李代数由辛向量空间组成。哈密顿辛同胚形成一个子群，它的李代数由哈密顿向量场给出。后者同构于光滑函数关于流形上泊松括号的李代数模去常数。
由班亚嘎的一个定理，哈密顿微分同胚群是单群。它们有由霍弗尔范数（Hofer norm）给出的自然几何。某些简单辛四维流形（比如球面的乘积）的辛同胚群的同伦型可用伪全纯曲线的格罗莫夫定理计算出来。

## 与黎曼几何比较
不像黎曼几何，辛流形不是非常具有刚性：达布定理说明所有辛流形是局部同构的。与之对比地说，黎曼几何中的等距必须保持黎曼曲率张量，这是黎曼流形的一个局部不变量。而且，辛流形上任何函数 H 定义了一个哈密顿向量场 XH，其指数映射为哈密顿微分拓扑的单参数群。从而辛同胚群总是非常大的，无穷维。另一方面，黎曼流形的等距群总是一个（有限维）李群。进一步，具有大对称群的黎曼流形是非常特别的，一般黎曼流形没有非平凡对称。

## 量子化
量
辛同胚的有限维子群（一般在 {\displaystyle \hbar }-形变后）在希尔伯特空间上的表示称为子化。当李群是由一个哈密顿量定义的，它称为一个“由能量量子化”。从李代数到连续线性算子李代数对应的算子通常也称为量子化；这是物理学中更常见的方式。参见外尔量子化、几何量子化、非交换几何。

## 阿诺尔德猜想
阿诺尔德的一个著名猜想是关于 M 上一个哈密顿辛同胚 f 的不动点的最小数，当 M 是一个闭流形变为莫尔斯理论。更确切地，此猜想说 f 起码不少于 M 上一个光滑函数的奇点个数（理解为“一般”情形，莫尔斯函数，这是有至少为 2 的有限数）。
这个猜想可由阿诺尔德-吉文特尔猜想得出。后者是以阿诺尔德与亚历山大·吉文特尔命名的，它是关于拉格朗日子流形的一个论断。通过构造辛弗洛尔同调，这在许多情形已经被证明了。